# Климент (Кинов)
Митрополит Климент (в миру Кино Радев Кинов; 22 ноября (5 декабря) 1897, село Орешак (ныне община Троян, Ловечская область) — 13 февраля 1967, Вена) — епископ Болгарской православной церкви, митрополит Старозагорский.

## Биография
Основное образование получил в родном селе. В детстве часто бывал в Троянском монастыре, что сподвигло его посвятить жизнь служению Богу. Едва достигнув тринадцатилетнего возраста, становится послушником в Троянском монастыре.
Там юного послушника заметил митрополит Пловдивский Максим (Пелов), который приютил его у себя в Пловдиве и выделил средства для завершения среднего образования, обучения в Пловдивской духовной семинарии, а после и на Богословском факултете в Софийского университета.
В 1918 году, во время обучения в Пловдивской духовной семинарии, принял монашеский постриг с именем Климент.
15 января 1919 года монах Климент был рукоположён в митрополичьем храме святой Марины в сан иеродиакона, на
В 1922—1924 года иеродиакон Климент был учителем-воспитателем в духовно-монашеском училище при Троянском монастыре, а с 1924 до 1928 года служил диаконом при храме святого Александра Невского, когда обучался на Богословском факултете.
1 сентября 1928 года определён протосинкеллом на Пловдивской митрополии с возведением в сан иеромонаха.
7 января 1931 года возведён в сан архимандрита.
Будучи протосинкеллом Пловдивской митрополии, организовал первое епархиальное книгоиздательство с собственной типографией.
Прослужил протосинкеллом до декабря 1935 года.
В 1936 году назначен начальником на культурно-просветительского отдела при Священном Синоде.
В 1937—1938 годы — ректор Пловдивской духовной семинарии.
В 1938—1940 годы — ректор Пастырско-богословском институте при Черепишком монастыре.
30 января 1939 года был рукоположён в сан епископа с титулом Левкийский.
8 декабря 1940 года в день на святого Климента Охридского, народ и клир избрал епископа Левкийского Климента митрополитом Старозагорским. 15 декабря 1940 года каноническим утверждён решением Священного Синода.
В 1960—1965 годы митрополит Климент был председателем Верховного церковного совета.
Скончался 13 февраля 1967 года вдали от родины в венской больнице, прослужив 27 лет в епископском сане.